# LA7 Sport
LA7 Sport è stato un canale televisivo tematico interamente dedicato al mondo sportivo nato per il digitale terrestre.
Oltre alla normale programmazione sono stati previsti due telegiornali, alle 14:00 ed alle 19:00 per gli ultimi aggiornamenti su tutte le discipline sportive. Durante le trasmissioni de Il processo di Biscardi su LA7 le trasmissioni venivano sospese.
LA7 Sport ha chiuso i battenti domenica 1º aprile 2007. Il comitato di redazione di LA7 Sport ha duramente protestato per questa decisione contro i vertici dell'azienda, che avrebbero agito «ancora una volta in spregio delle più elementari regole di relazioni sindacali».